# Octobre 1845

## Événements
- 2 octobre : traité britannico-omani (Atkins Hamerton) interdisant la traite à l’extérieur des possessions de Zanzibar (entré en vigueur en 1847). Le prix des esclaves s’effondre, facilitant l’acquisition d’une main d’œuvre bon marché par les commerçants de la côte.

- 5 octobre, France : premier numéro de la Revue sociale de Pierre Leroux.

- 6 octobre, France : Bugeaud qui séjourne en métropole à Excideuil apprend le massacre de la garnison de Djemma-Ghazaouât.

- 7 octobre, France : départ dans la nuit du 7 au 8 de Bugeaud vers l'Algérie.

- 8 octobre : John Henry Newman se convertit au catholicisme.

- 9 octobre :
  - Le prête anglican John Henry Newman se convertit au catholicisme. Dans son Essai sur le développement de la doctrine chrétienne, il montre les liens des dogmes avec leur contexte historique.
  - Ernest Renan renonce au sacerdoce.

- 14 octobre, France : ordonnance du Roi portant autorisation de la Compagnie des chemins de fer de Dieppe et de Fécamp.

- 15 octobre, France : Bugeaud est de retour à Alger.

- 17 octobre : Victor Hugo commence à écrire ce qui deviendra Les Misérables.

- 23 octobre : Honoré de Balzac retrouve Ewelina Hańska à Chalon-sur-Saône. Ensemble ils descendent le Rhône jusqu'à Marseille avant d'embarquer pour Naples.

- 24 octobre : Bugeaud barre la route d'Abd el-Kader à sa rentrée dans le Tell.

## Naissances
- 1er octobre : William Henry Mahoney Christie (mort en 1922), astronome britannique.
- 14 octobre : Albert Maignan, peintre français († 29 septembre 1908).
- 28 octobre : 
  - Zygmunt Wróblewski (mort en 1888), physicien et chimiste polonais.
  - Edmund Robertson, avocat et  baron écossais († 13 septembre 1911)
- 30 octobre :
  - Antonin Mercié, sculpteur et peintre français († 13 décembre 1916).
  - Enrique María Repullés y Vargas, architecte espagnol († 13 septembre 1922).
- 31 octobre : Georgette Schéfer, pédagogue française († 13 septembre 1922).

## Décès
- 1er octobre : James Millingen (né en 1774), historien, numismate et archéologue anglais.
- 18 octobre : Jean-Dominique Cassini (né en 1748), astronome français.
- 23 octobre : Friedrich Matthäi, peintre allemand (° 3 mars 1777).
- 27 octobre : Jean-Charles Peltier (né en 1785), physicien français.